# Coppa del Mondo di combinata nordica 2024
La Coppa del Mondo di combinata nordica 2024 è stata la quarantacinquesima edizione della manifestazione organizzata dalla Federazione internazionale sci e snowboard, la quarta a prevedere un circuito di gare femminili.
La stagione maschile è iniziata il 24 novembre 2023 a Kuusamo, in Finlandia, e si è conclusa il 17 marzo 2024 a Trondheim, in Norvegia. Si sono disputate tutte la gare in programma, 21 individuali (15 Gundersen, 3 individuali compact, 3 a partenza in linea) e 1 sprint a coppie, in 10 differenti località: 11 su trampolino normale, 11 su trampolino lungo. Il norvegese Jarl Magnus Riiber ha vinto sia la Coppa del Mondo generale, sia quella di compact (assegnata per la prima volta); l'austriaco Johannes Lamparter era il detentore uscente della Coppa generale.
La stagione femminile è iniziata il 1º dicembre 2023 a Lillehammer, in Norvegia, e si è conclusa il 17 marzo 2024 a Trondheim, ancora in Norvegia. Si sono disputate tutte le gare in programma, 15 individuali tutte su trampolino normale (11 Gundersen, 3 individuali compact, 1 a partenza in linea), in 8 differenti località. La norvegese Ida Marie Hagen ha vinto sia la Coppa del Mondo generale, sia quella di compact (assegnata per la prima volta); la sua connazionale Gyda Westvold Hansen era la detentrice uscente della Coppa generale.
È stata inserita in calendario una gare a squadre miste su trampolino normale.
Da questa stagione è stato modificato il sistema di punteggio, attribuendo punti ai primi 40 e non più ai primi 30 classificati di ogni gara e riducendo il divario tra le varie posizioni (100 i punti assegnati al primo classificato, 90 al secondo, 80 al terzo, 70 al quarto e così via). In seguito all'invasione russa dell'Ucraina del 2022, gli atleti russi e bielorussi sono stati esclusi dalle competizioni.

## Uomini

### Risultati
| Data             | Località                | Nazione   | Trampolino                  | Spec.            | Primo                                        | Secondo                                         | Terzo                                   |
| ---------------- | ----------------------- | --------- | --------------------------- | ---------------- | -------------------------------------------- | ----------------------------------------------- | --------------------------------------- |
| 24 novembre 2023 | Kuusamo                 | Finlandia | Rukatunturi HS142           | IC LH/7,5 km     | Jens Lurås Oftebro                           | Jarl Magnus Riiber                              | Jørgen Graabak                          |
| 25 novembre 2023 | Kuusamo                 | Finlandia | Rukatunturi HS142           | IN LH/10 km      | Jarl Magnus Riiber                           | Johannes Lamparter                              | Jørgen Graabak                          |
| 26 novembre 2023 | Kuusamo                 | Finlandia | Rukatunturi HS142           | MS LH/10 km      | Jarl Magnus Riiber                           | Johannes Lamparter                              | Stefan Rettenegger                      |
| 2 dicembre 2023  | Lillehammer             | Norvegia  | Lysgårdsbakken HS98         | IN NH/10 km      | Jarl Magnus Riiber                           | Jens Lurås Oftebro                              | Jørgen Graabak                          |
| 3 dicembre 2023  | Lillehammer             | Norvegia  | Lysgårdsbakken HS140        | IN LH/10 km      | Jarl Magnus Riiber                           | Johannes Lamparter                              | Jørgen Graabak                          |
| 15 dicembre 2023 | Ramsau am Dachstein     | Austria   | W90-Mattensprunganlage HS98 | MS NH/10 km      | Johannes Lamparter                           | Jarl Magnus Riiber                              | Manuel Faißt                            |
| 16 dicembre 2023 | Ramsau am Dachstein     | Austria   | W90-Mattensprunganlage HS98 | IC NH/7,5 km     | Johannes Lamparter                           | Jarl Magnus Riiber                              | Stefan Rettenegger                      |
| 13 gennaio 2024  | Oberstdorf              | Germania  | Schattenberg HS106          | IN NH/10 km      | Jarl Magnus Riiber                           | Johannes Lamparter                              | Stefan Rettenegger                      |
| 14 gennaio 2024  | Oberstdorf              | Germania  | Schattenberg HS106          | IC NH/7,5 km     | Jarl Magnus Riiber                           | Stefan Rettenegger                              | Manuel Faißt                            |
| 27 gennaio 2024  | Schonach im Schwarzwald | Germania  | Langenwaldschanze HS100     | IN NH/10 km      | Jarl Magnus Riiber                           | Stefan Rettenegger                              | Jørgen Graabak                          |
| 28 gennaio 2024  | Schonach im Schwarzwald | Germania  | Langenwaldschanze HS100     | IN NH/10 km      | Jarl Magnus Riiber                           | Jørgen Graabak                                  | Stefan Rettenegger                      |
| 2 febbraio 2024  | Seefeld in Tirol        | Austria   | Toni Seelos HS109           | IN NH/7,5 km     | Jarl Magnus Riiber                           | Jørgen Graabak                                  | Johannes Lamparter                      |
| 3 febbraio 2024  | Seefeld in Tirol        | Austria   | Toni Seelos HS109           | IN NH/10 km      | Jarl Magnus Riiber                           | Jørgen Graabak                                  | Jens Lurås Oftebro                      |
| 4 febbraio 2024  | Seefeld in Tirol        | Austria   | Toni Seelos HS109           | IN NH/12,5 km    | Jarl Magnus Riiber                           | Jørgen Graabak                                  | Stefan Rettenegger                      |
| 9 febbraio 2024  | Otepää                  | Estonia   | Tehvandi HS97               | MS NH/10 km      | Jarl Magnus Riiber                           | Kristjan Ilves                                  | Johannes Lamparter                      |
| 10 febbraio 2024 | Otepää                  | Estonia   | Tehvandi HS97               | IN NH/10 km      | Jarl Magnus Riiber                           | Kristjan Ilves                                  | Johannes Lamparter                      |
| 11 febbraio 2024 | Otepää                  | Estonia   | Tehvandi HS97               | IN NH/10 km      | Jarl Magnus Riiber                           | Stefan Rettenegger                              | David Mach                              |
| 2 marzo 2024     | Lahti                   | Finlandia | Salpausselkä HS130          | T SP LH/2x7,5 km | Norvegia I Jens Lurås Oftebro Jørgen Graabak | Austria I Stefan Rettenegger Johannes Lamparter | Germania II Manuel Faißt Vinzenz Geiger |
| 3 marzo 2024     | Lahti                   | Finlandia | Salpausselkä HS130          | IN LH/10 km      | Johannes Lamparter                           | Stefan Rettenegger                              | Kristjan Ilves                          |
| 9 marzo 2024     | Oslo                    | Norvegia  | Holmenkollen HS134          | IN LH/10 km      | Jarl Magnus Riiber                           | Johannes Lamparter                              | Stefan Rettenegger                      |
| 10 marzo 2024    | Oslo                    | Norvegia  | Holmenkollen HS134          | IN LH/10 km      | Jarl Magnus Riiber                           | Johannes Lamparter                              | Kristjan Ilves                          |
| 17 marzo 2024    | Trondheim               | Norvegia  | Granåsen HS138              | IN LH/10 km      | Johannes Lamparter                           | Stefan Rettenegger                              | Kristjan Ilves                          |

Legenda:

IN = individuale Gundersen

IC = individuale compact

MS = partenza in linea

SP = sprint

T = gara a squadre

NH = trampolino normale

LH = trampolino lungo

### Classifiche

#### Generale
| Pos. | Nome               | Nazione   | Punti |
| ---- | ------------------ | --------- | ----- |
| 1    | Jarl Magnus Riiber | Norvegia  | 1870  |
| 2    | Stefan Rettenegger | Austria   | 1530  |
| 3    | Johannes Lamparter | Austria   | 1456  |
| 4    | Jørgen Graabak     | Norvegia  | 1350  |
| 5    | Kristjan Ilves     | Estonia   | 1207  |
| 6    | Jens Lurås Oftebro | Norvegia  | 1005  |
| 7    | Manuel Faißt       | Germania  | 946   |
| 8    | Johannes Rydzek    | Germania  | 932   |
| 9    | Thomas Rettenegger | Austria   | 877   |
| 10   | Eero Hirvonen      | Finlandia | 868   |

#### Compact
| Pos. | Nome               | Nazione   | Punti |
| ---- | ------------------ | --------- | ----- |
| 1    | Jarl Magnus Riiber | Norvegia  | 280   |
| 2    | Stefan Rettenegger | Austria   | 219   |
| 3    | Johannes Rydzek    | Germania  | 200   |
| 4    | Manuel Faißt       | Germania  | 181   |
| 5    | Jens Lurås Oftebro | Norvegia  | 170   |
| 6    | Jørgen Graabak     | Norvegia  | 166   |
| 7    | Johannes Lamparter | Austria   | 155   |
| 8    | Kristjan Ilves     | Estonia   | 153   |
| 9    | Eero Hirvonen      | Finlandia | 138   |
| 10   | Terence Weber      | Germania  | 124   |

#### Nazioni
| Pos. | Nazione     | Punti |
| ---- | ----------- | ----- |
| 1    | Austria     | 6545  |
| 2    | Norvegia    | 6218  |
| 3    | Germania    | 5630  |
| 4    | Finlandia   | 2131  |
| 5    | Giappone    | 1327  |
| 6    | Estonia     | 1207  |
| 7    | Italia      | 1023  |
| 8    | Stati Uniti | 978   |
| 9    | Francia     | 940   |
| 10   | Slovenia    | 207   |

## Donne

### Risultati
| Data             | Località                | Nazione  | Trampolino                  | Spec.        | Prima                | Seconda              | Terza                |
| ---------------- | ----------------------- | -------- | --------------------------- | ------------ | -------------------- | -------------------- | -------------------- |
| 1º dicembre 2023 | Lillehammer             | Norvegia | Lysgårdsbakken HS98         | IN NH/5 km   | Gyda Westvold Hansen | Ida Marie Hagen      | Mari Leinan Lund     |
| 2 dicembre 2023  | Lillehammer             | Norvegia | Lysgårdsbakken HS98         | IN NH/5 km   | Gyda Westvold Hansen | Ida Marie Hagen      | Mari Leinan Lund     |
| 15 dicembre 2023 | Ramsau am Dachstein     | Austria  | W90-Mattensprunganlage HS98 | IN NH/5 km   | Gyda Westvold Hansen | Ida Marie Hagen      | Minja Korhonen       |
| 16 dicembre 2023 | Ramsau am Dachstein     | Austria  | W90-Mattensprunganlage HS98 | IC NH/5 km   | Ida Marie Hagen      | Gyda Westvold Hansen | Lisa Hirner          |
| 13 gennaio 2024  | Oberstdorf              | Germania | Schattenberg HS106          | IN NH/5 km   | Mari Leinan Lund     | Ida Marie Hagen      | Gyda Westvold Hansen |
| 14 gennaio 2024  | Oberstdorf              | Germania | Schattenberg HS106          | IC NH/5 km   | Ida Marie Hagen      | Gyda Westvold Hansen | Mari Leinan Lund     |
| 27 gennaio 2024  | Schonach im Schwarzwald | Germania | Langenwaldschanze HS100     | IN NH/4 km   | Mari Leinan Lund     | Ida Marie Hagen      | Nathalie Armbruster  |
| 28 gennaio 2024  | Schonach im Schwarzwald | Germania | Langenwaldschanze HS100     | IN NH/8 km   | Ida Marie Hagen      | Mari Leinan Lund     | Gyda Westvold Hansen |
| 2 febbraio 2024  | Seefeld in Tirol        | Austria  | Toni Seelos HS109           | IN NH/5 km   | Ida Marie Hagen      | Mari Leinan Lund     | Nathalie Armbruster  |
| 3 febbraio 2024  | Seefeld in Tirol        | Austria  | Toni Seelos HS109           | IC NH/5 km   | Ida Marie Hagen      | Gyda Westvold Hansen | Nathalie Armbruster  |
| 9 febbraio 2024  | Otepää                  | Estonia  | Tehvandi HS97               | MS NH/5 km   | Gyda Westvold Hansen | Ida Marie Hagen      | Mari Leinan Lund     |
| 10 febbraio 2024 | Otepää                  | Estonia  | Tehvandi HS97               | IN NH/5 km   | Ida Marie Hagen      | Haruka Kasai         | Gyda Westvold Hansen |
| 11 febbraio 2024 | Otepää                  | Estonia  | Tehvandi HS97               | IN NH/5 km   | Ida Marie Hagen      | Mari Leinan Lund     | Gyda Westvold Hansen |
| 7-9 marzo 2024   | Oslo                    | Norvegia | Holmenkollen H106           | IN NH/5 km   | Ida Marie Hagen      | Mari Leinan Lund     | Gyda Westvold Hansen |
| 17 marzo 2024    | Trondheim               | Norvegia | Granåsen HS100              | IN NH/7,5 km | Ida Marie Hagen      | Lisa Hirner          | Gyda Westvold Hansen |

Legenda:

IN = individuale Gundersen

IC = individuale compact

MS = partenza in linea

NH = trampolino normale

### Classifiche

#### Generale
| Pos. | Nome                 | Nazione  | Punti |
| ---- | -------------------- | -------- | ----- |
| 1    | Ida Marie Hagen      | Norvegia | 1440  |
| 2    | Gyda Westvold Hansen | Norvegia | 1280  |
| 3    | Mari Leinan Lund     | Norvegia | 1044  |
| 4    | Haruka Kasai         | Giappone | 969   |
| 5    | Nathalie Armbruster  | Germania | 928   |
| 6    | Lisa Hirner          | Austria  | 751   |
| 7    | Jenny Nowak          | Germania | 749   |
| 8    | Léna Brocard         | Francia  | 653   |
| 9    | Yuna Kasai           | Giappone | 603   |
| 10   | Maria Gerboth        | Germania | 587   |

#### Compact
| Pos. | Nome                 | Nazione  | Punti |
| ---- | -------------------- | -------- | ----- |
| 1    | Ida Marie Hagen      | Norvegia | 300   |
| 2    | Gyda Westvold Hansen | Norvegia | 270   |
| 3    | Nathalie Armbruster  | Germania | 195   |
| 4    | Haruka Kasai         | Giappone | 182   |
| 5    | Marte Leinan Lund    | Norvegia | 176   |
| 6    | Daniela Dejori       | Italia   | 150   |
| 7    | Anju Nakamura        | Giappone | 144   |
| 8    | Mari Leinan Lund     | Norvegia | 132   |
| 9    | Lisa Hirner          | Austria  | 129   |
| 10   | Jenny Nowak          | Germania | 129   |

#### Nazioni
| Pos. | Nazione     | Punti |
| ---- | ----------- | ----- |
| 1    | Norvegia    | 4783  |
| 2    | Germania    | 3292  |
| 3    | Giappone    | 2574  |
| 4    | Austria     | 1672  |
| 5    | Italia      | 1135  |
| 6    | Stati Uniti | 810   |
| 7    | Francia     | 690   |
| 8    | Finlandia   | 656   |
| 9    | Slovenia    | 482   |
| 10   | Polonia     | 330   |

## Misto

### Risultati
| Data          | Località  | Nazione  | Pista          | Spec.                | Prima                                                                           | Seconda                                                                   | Terza                                                                 |
| ------------- | --------- | -------- | -------------- | -------------------- | ------------------------------------------------------------------------------- | ------------------------------------------------------------------------- | --------------------------------------------------------------------- |
| 16 marzo 2024 | Trondheim | Norvegia | Granåsen HS100 | T NH/2x2,5 km+2x5 km | Norvegia Jens Lurås Oftebro Gyda Westvold Hansen Ida Marie Hagen Jørgen Graabak | Austria Stefan Rettenegger Lisa Hirner Annalena Slamik Johannes Lamparter | Germania Manuel Faißt Nathalie Armbruster Jenny Nowak Johannes Rydzek |

Legenda:

T = gara a squadre

NH = trampolino normale